# (1179) Mally
(1179) Mally est un astéroïde de la ceinture principale découvert le 19 mars 1931 par l'astronome allemand Max Wolf qui le nomma du prénom de sa belle-fille.

## Historique
L'astéroïde a été découvert par l'astronome allemand Max Wolf le 19 mars 1931 à l'Observatoire du Königstuhl à Heidelberg (Allemagne). L'astéroïde a été découvert sur une plaque photographique exposée derrière le télescope de 72 cm de l'observatoire et montrant une région de la constellation de la Vierge. La position de l'astéroïde fut mesurée sur cette plaque ainsi que sur d'autres obtenues jusqu'au 13 mai 1931.
Il a alors reçu la désignation provisoire 1931 FD.
Une tentative de réobserver l'astéroïde en 1936 se solda par un échec, conduisant l'Union astronomique internationale à déclarer l'astéroïde perdu.
L'astéroïde est resté perdu jusqu'à sa redécouverte en 1986 par Lutz Schmadel, Richard M. West et Hans-Emil Schuster. Ils remesurèrent les plaques photographiques de découverte et recalculèrent des éphémérides. Cela leur permit de retrouver l'astéroïde près de la position prédite, sur des plaques photographiques obtenues avec le télescope de Schmidt de 1 mètre de l'ESO (Chili) pendant un programme de recherche dédié. En outre, des plaques photographiques historiques du Palomar Sky Survey (1956–1958), du UK Schmidt Telescope (Australie) et du télescope de Schmidt de l'ESO confirmèrent la redécouverte,,.

## Caractéristiques
Sa distance minimale d'intersection de l'orbite terrestre est de 1,166 000 ua.